# María Azambuya
María Azambuya (* 5. Oktober 1944 in Montevideo, Uruguay; † 26. Februar 2011) war eine uruguayische Schauspielerin und Theaterregisseurin.

## Leben
Azambuya, die 1967 ihre Ausbildung an der Escuela Municipal de Arte Dramático „Margarita Xirgu“ (EMAD) abschloss, lehrte dort später von 1992 bis 2010 Rioplatensisches und Lateinamerikanisches Theater.

### Schauspielerei
Von 1967 bis 1972 spielte sie als Gastschauspielerin an der Comedia Nacional. Zu ihren Rollen zählten dort solche in María Stuart und Galileo Galilei. Ab 1974, nach anderen Quellen bereits ab 1973, gehörte sie dem Ensemble des Teatro El Galpón an, mit dem sie während der in den Folgejahren in Uruguay herrschenden Diktatur im mexikanischen Exil weilte und anschließend nach Montevideo zurückkehrte. Während sie in der Vor-Diktatur-Phase unter anderem in Hexenjagd, Der Geizige (1973) und Doña Ramona (1974) auf der Bühne stand, wirkte sie in Mexiko zum Beispiel in Artigas, General del Pueblo (1981) und Pluto mit. Zurück in Uruguay war sie in einer Vielzahl weiterer Stücke zu sehen, von denen beispielhaft Ay, Carmela, Shakespeares Romeo und Julia und Brechts Der kaukasische Kreidekreis zu nennen sind. Insgesamt wirkte sie in mehr als 50 Theaterstücken mit. Auch gehörte sie während sämtlicher Spielzeiten dem Ensemble der Montevideanas an. Zuletzt wurde Azambuya, die auch an Festivals unter anderem in Cádiz, Caracas, New York, Mexiko und Miami teilnahm und international tourte, für ihre Darstellung in Agosto. Condado Osage 2010 für den Premio Florencio nominiert.

### Regie
Als Regisseurin zeichnete sie 1988 für das mit dem Premio Florencio sowohl für die Regie als auch das beste Kinderstück ausgezeichnete Buscabichos verantwortlich. Im Folgejahr brachte sie Tabaré auf die Bühne. Auch in der Folgezeit wurde sie für ihre Regietätigkeit mit Auszeichnungen bedacht, wie etwa mehreren Premio Florencios für das Stück El silencio fue casi una virtud.